# Eunicea castelnaudi
Eunicea castelnaudi är en korallart som beskrevs av Milne Edwards och Jules Haime 1857. Eunicea castelnaudi ingår i släktet Eunicea och familjen Plexauridae. Inga underarter finns listade i Catalogue of Life.